# Remission
Remission – pierwszy album studyjny amerykańskiej grupy muzycznej Mastodon. Wydawnictwo ukazało się 28 maja 2002 roku nakładem wytwórni muzycznej Relapse Records. Materiał był promowany teledyskiem do utworu „March Of The Fire Ants”.
Nagrania zostały zarejestrowane i zmiksowane Zero Return, Red Lab oraz Exocet. Mastering odbył się w Sonorous Mastering Inc..

## Lista utworów
Opracowano na podstawie materiału źródłowego.
1. „Crusher Destroyer” – 2:00
2. „March of the Fire Ants” – 4:25
3. „Where Strides the Behemoth” – 2:55
4. „Workhorse” – 3:45
5. „Ol’e Nessie” – 6:05
6. „Burning Man” – 2:47
7. „Trainwreck” – 7:03
8. „Trampled Under Hoof” – 3:00
9. „Trilobite” – 6:29
10. „Mother Puncher” – 3:49
11. „Elephant Man” – 8:06

## Twórcy
Opracowano na podstawie materiału źródłowego.
| Zespół Mastodon w składzie - Troy Sanders – wokal, gitara basowa - Brann Dailor – perkusja, wokal - Brent Hinds – wokal, gitara elektryczna - Bill Kelliher – gitara elektryczna |  | Produkcja - Paul Romano – oprawa graficzna - Matt Bayles – produkcja muzyczna, realizacja nagrań, miksowanie - Matthew Jacobson – producent wykonawczy - Dangerous Dave Shirk – mastering - Matt Washburn – edycja cyfrowa |